# Annie E. Manshaus
Annie E. Manshaus (1968) è un'ex sciatrice alpina norvegese.

## Biografia
Specialista delle prove tecniche, la Manshaus vinse la medaglia d'argento nello slalom gigante ai Campionati norvegesi 1989 e quella di bronzo nello slalom speciale a quelli del 1991; non ottenne piazzamenti in Coppa del Mondo né prese parte a rassegne olimpiche o iridate.

## Palmarès

### Campionati norvegesi
- 2 medaglie (dati dalla stagione 1988-1989):
  - 1 argento (slalom gigante[senza fonte] nel 1989)
  - 1 bronzo (slalom speciale[senza fonte] nel 1991)